# Иодид никеля(II)
Иодид никеля(II) — неорганическое соединение, 
соль металла никеля и иодистоводородной кислоты с формулой NiI2, 
чёрные кристаллы, 
хорошо растворяется в воде, 
образует кристаллогидраты.

## Получение
- Реакция никеля и паров иода:

{\displaystyle {\mathsf {Ni+I_{2}\ {\xrightarrow {T}}\ NiI_{2}}}}
- Действие иодоводородной кислоты на гидроксид никеля(II):

{\displaystyle {\mathsf {Ni(OH)_{2}+2HI\ \xrightarrow {\ } NiI_{2}+2H_{2}O}}}

## Физические свойства
Иодид никеля(II) образует чёрные кристаллы 
тригональной сингонии, 
пространственная группа R 3m, 
параметры ячейки a = 0,3895 нм, c = 1,963 нм, Z = 3.
Хорошо растворим в воде, метаноле, этаноле. Водные растворы при стоянии окрашиваются в коричнево-красный цвет из-за окисления и образования полииодатов никеля.
Очищается сублимацией.
Образует кристаллогидраты состава NiI2•n H2O, где n = 4, 6.

## Химические свойства
- Кристаллогидрат при нагревании теряет воду:

{\displaystyle {\mathsf {NiI_{2}\cdot 6H_{2}O\ {\xrightarrow[{-2H_{2}O}]{43^{o}C}}\ NiI_{2}\cdot 4H_{2}O\ {\xrightarrow[{-4H_{2}O}]{140^{o}C}}\ NiI_{2}}}}
- Восстанавливается водородом:

{\displaystyle {\mathsf {NiI_{2}+H_{2}\ {\xrightarrow {T}}\ Ni+2HI}}}